# Svatomír Tůma
Svatomír Tůma (22. dubna 1870 Havlíčkův Brod – 17. března 1911 České Budějovice) byl praktický lékař, osvětový pracovník, člen zastupitelstva města.

## Život a působení
Narodil se v rodině středoškolského učitele Františka Tůmy v Německém Brodu (dnes Havlíčkův Brod), s kterým se jako pětiletý přestěhoval do Českých Budějovic, kde chodil do české školy a do gymnázia. Jeho otec, který byl v Českých Budějovicích ředitelem dívčího lycea, byl v roce 1884 spoluzakladatelem místního odboru Národní jednoty pošumavské, což byla organizace, která si dala za cíl kulturní povznesení a posílení vlivu Čechů v jazykově smíšených oblastech Pošumaví.
Svatomír Tůma po ukončení středoškolského studia v roce 1888 studoval na Karlově univerzitě v Praze lékařství. Studia ukončil 6. června 1894. Po absolvování vojenské základní služby pracoval na lékařských klinikách v Praze a v Berlíně. Koncem roku 1896 si otevřel vlastní ordinaci v Českých Budějovicích a současně se stal členem tamního odboru Národní jednoty pošumavské, v roce 1898 jednatelem a v roce 1901 starostou tohoto odboru. Konal přednášky, zasloužil se o zřízení knihoven a čítáren. Byl členem zastupitelstva města a členem správní rady českobudějovického akciového pivovaru. Byl fotografem, jeho snímky měly velkou dokumentační hodnotu.

## Uctění památky
V Českých Budějovicích je po něm pojmenována ulice Dr. Tůmy na Pražském předměstí. Na budově českobudějovické Besedy byla na uctění památky Svatomíra Tůmy v roce 1934 odhalena pamětní deska.